# Всемирный совет муай-тай
Всемирный совет муай-тай (англ. World Muaythai Council, WMC) — международная организация, регулирующая профессиональный тайский бокс. Существует под патронатом королевской семьи Таиланда и поддерживается Министерством спорта страны. В нее входит 120 стран-участниц.

## История
Учредительный съезд прошел в 1995 году в здании Объединенных наций в Бангкоке. В начале своего существования в организацию входило 39 региональных федераций. В том же году прошло совещание, в котором участвовало уже 78 стран, и было принято решение о создании Института муай-тай. В 1997 состоялось его открытие. В этом учебном заведении проходят подготовку зарубежные инструктора со всего мира. У ВУЗа есть официальная аккредитация министерства образования Таиланда. В 2006 году Институт муай-тай, Международная федерация любительского муай-тай (IFMA) и WMC стали членами Генеральной ассоциации международных спортивных федераций (GAISF), которая позднее трансформировалась в Международный конвент «Спорт-Аккорд». Согласно требования организации, в названии вида спорта не должно содержаться имени страны. Так, в соответствии с олимпийскими требованиями в 2006 году «Muay Thai» превратился в «Muaythai». 20 августа 2014 года Всемирный совет муай-тай официально получил патронаж королевской семьи Таиланда. На мероприятие в честь этого события были приглашены представители всех департаментов правительства, министры культуры и спорта, спортивные функционеры, послы и представители ООН. С того момента королевская эмблема стала частью логотипа WMC.
Всемирный совет муай-тай занимается популяризацией стиля в мире. Одно из направлений в рамках этой деятельности — развитие тайского бокса среди женщин. Программа называется «Ангелы муай-тай». Спортсменки из разных уголков мира выходят на ринг в женственном макияже, чтобы показать отсутствие противоречий между красотой и жестким видом спорта. Также у WMC есть глобальная антинаркотическая кампания.

## Мероприятия под эгидой WMC
Профессиональные бойцы тайского бокса со всего мира соревнуются за пояс чемпиона по версии Всемирного совета муай-тай. Титул считается одним из престижнейших в этом виде спорта. Его обладателями становились такие спортсмены как: Саенчай, Буакхау По. Прамук, Ороно Вор Петчпун, Артем Вахитов, Алим Набиев и другие.  Есть второй тип пояса WMC — Muaythai Against Drugs,  «MAD». Он котируется меньше первого и приобретается промоутерами разных стран для своих турниров для повышения статуса их соревнований. Выручку от продажи прав на него Всемирный совет муай-тай направляет на свою антинаркотическую кампанию.
6 февраля в Таиланде празднуется национальный праздник — День муай-тай. Мероприятие растягивается на неделю. Организовывается правительством, Всемирным советом муай-тай, Международной федерацией любительского муай-тай и Федерацией любительского тайского бокса страны.
Ежегодно 5 декабря проводится турнир — Кубок короля Таиланда. Отборочные соревнования к нему проходят по всему миру. Мероприятие устраивается перед королевским дворцом в Бангкоке. Церемонию открытия посещают до 300 000 человек. Всемирный совет муай-тай проводит этот турнир совместно с ведущими промоутерскими компаниями.
Также WMC совместно с нидерландской промоутерской компанией SLAMM проводит матчевые встречи, в которых бьются голландские и марокканские спортсмены против тайцев.
Бои за звания чемпионов бангкокских  стадионов Люмпхини и Рачадамнем также проводятся под эгидой Совета. Спортивные сооружения являются самостоятельными спортивными организациями, у которых есть свои рейтинги и чемпионы. Эти два титула считаются одними из самых престижных в мире тайского бокса.
Всемирный совет муай-тай проводит серию гран при по тайскому боксу.